# ربات کشاورزی

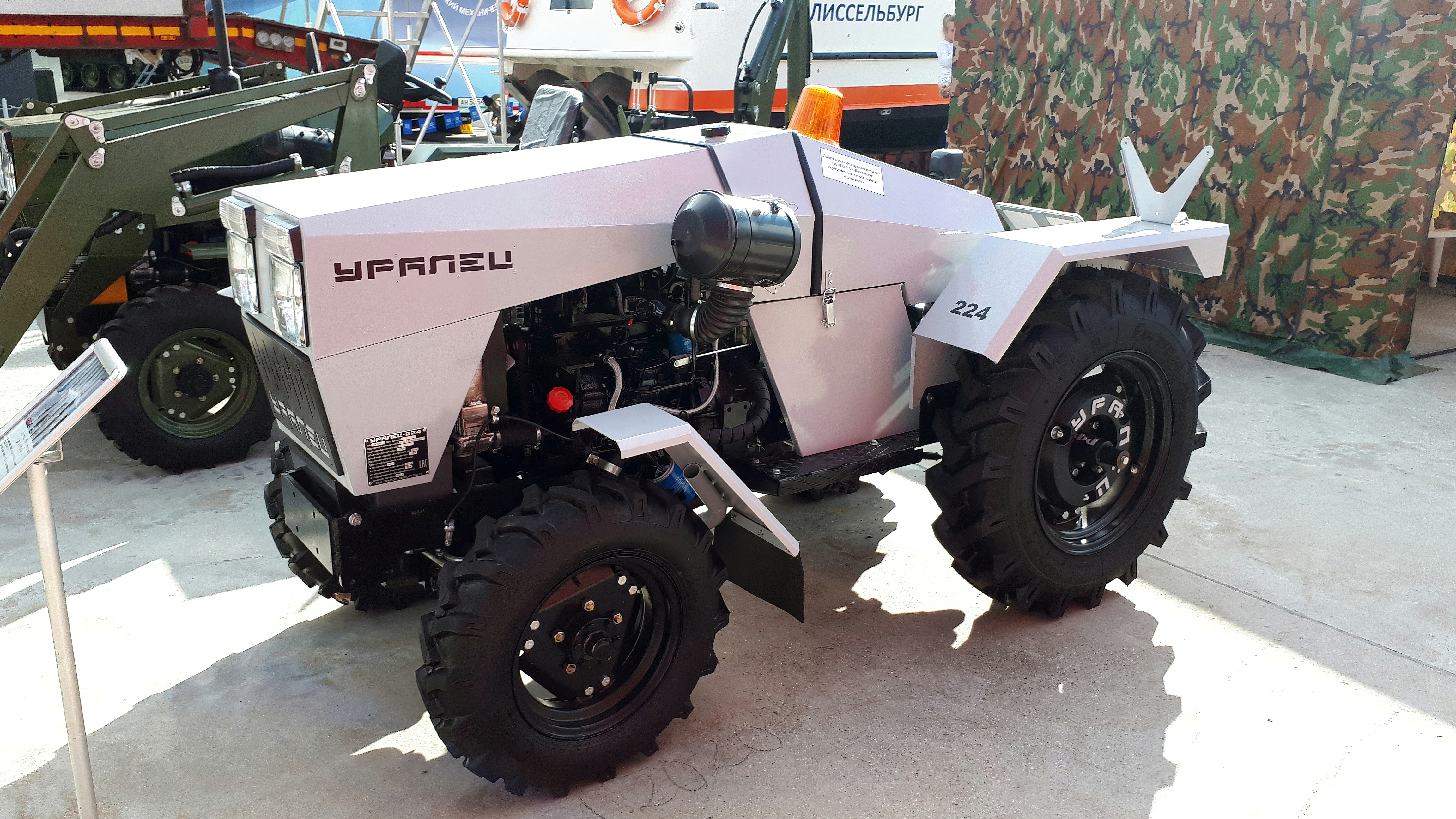
تراکتور بدون سرنشین اورالت در نمایشگاه ارتش ۲۰۲۰

ربات کشاورزی (Agricultural robots or agbot) رباتی با کاربردهایی در کشاورزی است. مهمترین کاربرد حال حاضر این رباتها برداشت محصول می‌باشد. با ظهور بیشتر رباتها و پهپادها، کاربردهای بیشتری مانند کنترل علفهای هرز، باروری ابرها، کاشت دانه‌ها، برداشت محصول، نظارت محیطی و آنالیز خاک به این حیطه اضافه گردیده‌است.